# 아이시스 킹
아이시스 킹(Isis King, 1985년 10월 1일 ~ )은 미국의 모델, 패션 디자이너이다. 도전! 슈퍼모델 시즌11, 17 참가자다. 경연 프로그램에 참가한 첫 번째 성전환 여성이다.

## 같이 보기
- 트랜스젠더 인물 목록